# Martha Musial

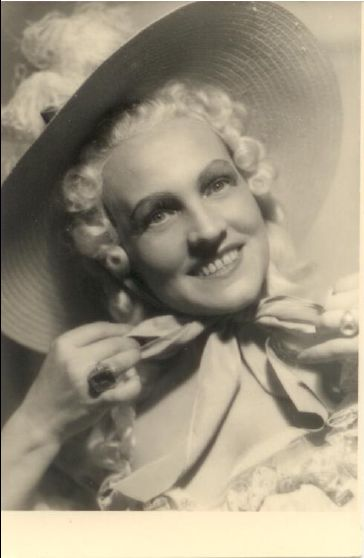
Musial als Fiordiligi

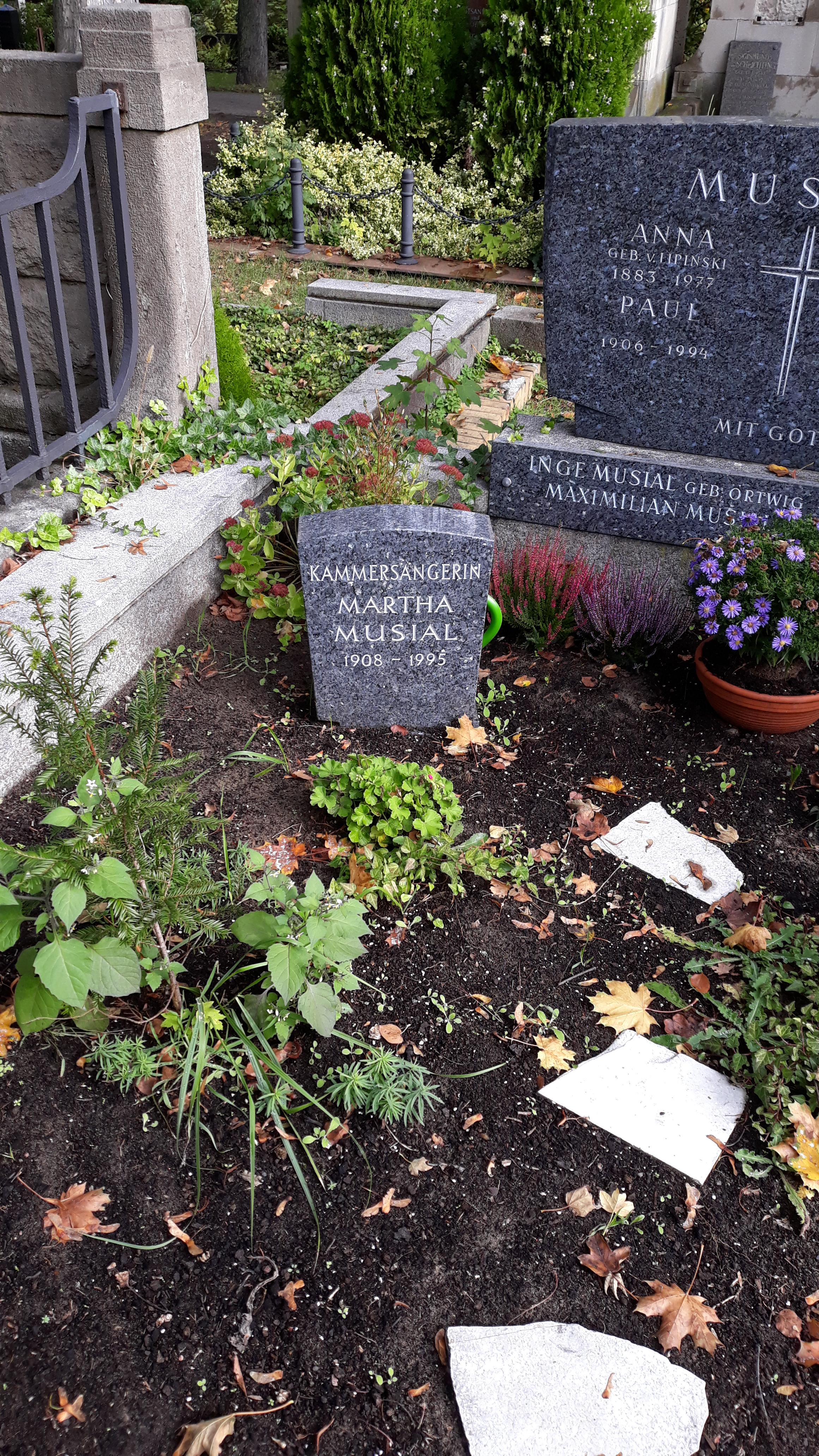
Das Grab von Martha Musial im Familiengrab auf dem evangelischen Luisenkirchhof II in Berlin.

Martha Musial (* 8. Mai 1908 in Berlin; † 27. Oktober 1995 ebenda) war eine deutsche Opernsängerin. Sie gehörte als Sopranistin im lyrischen und jugendlich-dramatischen Fach und als Konzertsängerin zu den bedeutenden Sängerpersönlichkeiten ihrer Heimatstadt.

## Leben
Martha Musial wuchs als ältestes von fünf Kindern in Berlin-Charlottenburg auf. Sie absolvierte ihr Gesangsstudium bei Roberto Vittiglio und Hedwig Francillo-Kaufmann. 1937 gab sie ihr Bühnendebüt am Staatstheater Schwerin, sang danach an den Bühnen Stralsund, Gotha, Posen und Hannover. Nach dem Zweiten Weltkrieg trat sie als erste deutsche Sängerin bereits 1945 im Frankfurter Rundfunk auf. Ab der Spielzeit 1946/1947 wurde sie am Staatstheater von Wiesbaden engagiert. Aber schon im März 1947 erhielt sie durch Michael Bohnen einen Ruf an die Städtische Oper in West-Berlin für die Titelpartie der Aida. Um ihre Verpflichtungen an beiden Opernhäusern erfüllen zu können, erlaubte ihr die amerikanische Besatzungsmacht, in ihren Militärflugzeugen zwischen Wiesbaden und Berlin zu pendeln, bis das Hessische Staatstheater sie für Berlin aus dem Vertrag entließ. Nach ihrem Berliner Debüt 1947 folgte im Juli 1950 ein weiterer erfolgreicher Auftritt als Aida in einer Neuinszenierung unter dem Dirigat von Leo Blech.
Zu ihrem Repertoire gehörten unter anderem Mozart-Partien in Don Giovanni, Cosi fan tutte, Figaros Hochzeit und Zauberflöte, die Hauptpartien in den Verdi-Opern Aida, Troubadour, Don Carlos, Macht des Schicksals, Othello und in den Wagner-Werken Tannhäuser, Lohengrin, Meistersinger, Parsifal und Ring des Nibelungen sowie die Partien Mimi und Madame Butterfly, Agathe und Euryanthe, Iphigenie in Aulis, Komponist (Ariadne auf Naxos), Antonia (Hoffmanns Erzählungen), Nedda (Bajazzo), Herzogin (Doktor Faust), Tochter (Cadillac), Helena (Troilus und Cressida), Martha, Hänsel usw. Darüber hinaus war sie eine hervorragende Interpretin der klassischen Operette, wie  in Wiener Blut, Zigeunerbaron, Boccaccio und Bettelstudent. Von Berlin aus gastierte sie in Frankreich, Italien, der Schweiz, der Tschechoslowakei und bei den Bregenzer Festspielen.
Martha Musial war lange Jahre unverzichtbare Stütze des Ensembles der Städtischen Oper Berlin (ab 1961 Deutsche Oper Berlin).
Martha Musial war mit Egon Reimann verheiratet, es war ihre einzige Ehe.
Am 1. Januar 1959 verabschiedete sie sich mit einer ihrer Glanzpartien, als Elisabeth im Tannhäuser, vom Berliner Publikum. Martha Musial wurde auf dem Luisenkirchhof, Königin-Elisabeth-Straße, in Berlin-Charlottenburg beigesetzt.

## Diskografie
- Tannhäuser und der Sängerkrieg auf Wartburg, live, Premiere der Städtischen Oper Berlin, 1949 JGCD 0020-3
- Iphigenie in Aulis, Dezember 1951 Gala GL 100.712
- Tiefland RCA Classics BMG 74321 40574 2
- Peter Anders/Johann Strauß j.r. Gala 100.742